# Liste des sites mégalithiques au Danemark
Cette liste non exhaustive recense les sites mégalithiques encore visibles au Danemark.

## Carte du pays
| Localisation des principaux sites mégalithiques au Danemark                                 |
| ------------------------------------------------------------------------------------------- |
| \| : Complexes mégalithiques · : Alignements et Henges · : Dolmens, Menhirs et Tumulus · \| |
| : Complexes mégalithiques · : Alignements et Henges · : Dolmens, Menhirs et Tumulus ·       |

## Liste par région
| Région          | Nom du site                           | Type                    | Observation |
| --------------- | ------------------------------------- | ----------------------- | --- |
| Jutland-Central | Aarhus                                | Dolmen                  | |
| Sjælland        | Aldersro (de)                         | Tombe à couloir         | |
| Sjælland        | Breddysse (de)                        | Dolmen                  | |
| Sjælland        | Busemarke Langdysse (de)              | Henge                   | autre site à proximité: Klekkende Høj                                                                               |
| Danemark-du-Sud | Åbenrå                                | Dolmen                  | |
| Danemark-du-Sud | Kragnæs (de)                          | Dolmen                  | |
| Hovedstaden     | Mor Gribs Hule (de)                   | Tombe à couloir         | autres sites à proximité: Offerstenen in Hornbæk (de), Großsteingrab Stuehøj (de)                                   |
| Jutland         | Dystrup Sø (de)                       | Dolmen                  | autres sites à proximité: Hørret Skov (de)                                                                          |
| Sjælland        | Frejlev Skov (de)                     | complexe mégalithique   | Henges, Dolmens, etc. Autres sites à proximité sur la même île: Tombe à couloir à Ganggrab im Flintinge Byskov (de) |
| Sjælland        | Lolland                               | Dolmen                  | |
| Jutland         | Steinkisten von Havndal (de)          | Dolmens                 | |
| Danemark-du-Sud | Pipstorn (de)                         | Dolmen                  | |
| Jutland         | Gammel Lejre (de)                     | Alignement mégalithique | |
| Jutland         | Grønhøj von Rugballe (de)             | Tumulus                 | |
| Danemark-du-Sud | Herslev (de)                          | Tumulus                 | autre tumulus sur l'île de Langeland: Hulbjerg (de)                                                                 |
| Danemark-du-Sud | Megalithanlagen von Over Jersdal (de) | Complexe mégalithique   | autre site à proximité: Vedsted (de)                                                                                |
| Jutland-du-Nord | Troldkirken                           | Dolmens                 | autre site à proximité: Hvisselhøj (de) Tumulus à Aalborg                                                           |
| Sjælland        | Vordingborg                           | Dolmen                  | |
| Sjælland        | Rævehøj von Dalby (de)                | Tumulus                 | |
| Sjælland        | Troldhøj (Stenstrup) (de)             | Tumulus                 | |
| Hovedstaden     | Den Skandinaviske sten                | Menhir                  | |